# Russkiy Toy
Der Russkiy Toy (russisch Русский той), auch Russischer Toy, ist eine von der FCI anerkannte Hunderasse aus Russland (FCI-Gruppe 9, Sektion 9, Standard Nr. 352).

## Geschichte
Zu Anfang des Zwanzigsten Jahrhunderts war der Englische Toy ein sehr beliebter Hund in Russland. Dennoch wurde er dort nicht oder kaum als Rasse weitergezüchtet, erst in den 1950er Jahren begann wieder eine Zucht von Toy Terriern. Dafür allerdings wurden nicht nur Englische Toy Terrier verwendet, sondern auch Tiere ohne Ahnentafeln. Es wurde ein vorläufiger Rassestandard erstellt, der sich von dem des Englischen Toys unterschied, so dass eine Entwicklung des Russischen Toys zu einer eigenen Rasse begann. Der Standard sah zunächst nur kurzhaarige Hunde vor. Ab 1958 wurde auch eine langhaarige Varietät gezüchtet, die den Namen Moskauer Langhaariger Toy Terrier (московский длинношерстный той-терьер) erhielt.

## Äußeres

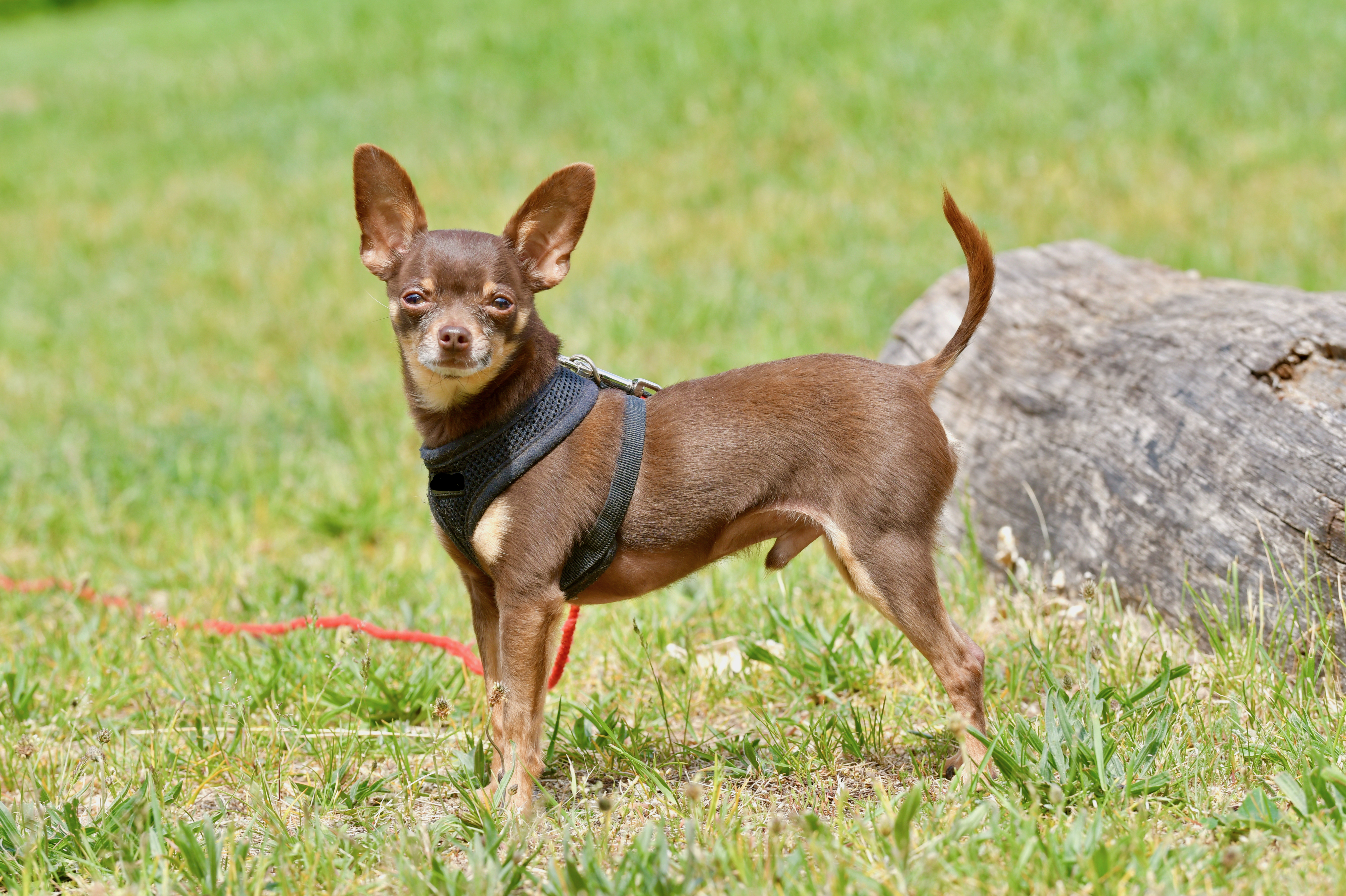
Russkiy Toy Kurzhaar

Der Russkiy Toy wird bis zu 29 Zentimeter groß und drei Kilogramm schwer. Das Haar ist entweder kurz und glatt oder lang und glatt oder leicht wellig in den Farben schwarz mit loh, blau mit loh, selten braun mit loh, oder in allen Rottönen, eventuell mit brauner Wolkung. Die langhaarige Varietät hat an den Ohren langes fransiges Haar, das bei älteren Hunden die äußeren Ecken völlig verdeckt.

## Wesen
Der Russkiy Toy ist ein lebhafter, sehr freudiger Hund, der weder ängstlich noch aggressiv sein soll.